# وال-دو-مارن
وال-دو-مارن (به فرانسوی: Val-de-Marne) نود و چهارمین شهرستان در شمال فرانسه است. این شهرستان از سمت جنوب و جنوب شرق پاریس با این شهر همسایه است. ول-دو-مارن زیرمجموعهٔ ناحیهٔ ایل-دو-فرانس می‌باشد. با وجود این که مساحت این شهرستان فقط ۲۴۵ کیلومتر مربع می‌باشد، جمعیت آن بالغ بر ۱٬۲۹۸٬۳۴۰ نفر می‌باشد. شهرستان‌های وال-دو-مارن، او-دو-سن و سن-سن-دنی سه شهرستان کوچک فرانسه‌اند که در مجموع شهر پاریس (شهرستان پاریس) را احاطه کرده‌اند.

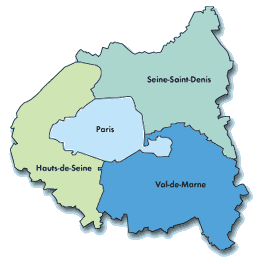
شهرستان‌های سن-سن-دنی (ناحیهٔ بالایی)، ول دو مرن (ناحیهٔ پایینی سمت راست) و او-دو-سن (ناحیهٔ سمت چپ) سه شهرستان کوچک فرانسه‌اند که در مجموع شهر پاریس یا شهرستان پاریس (ناحیه داخلی) را احاطه کرده‌اند.

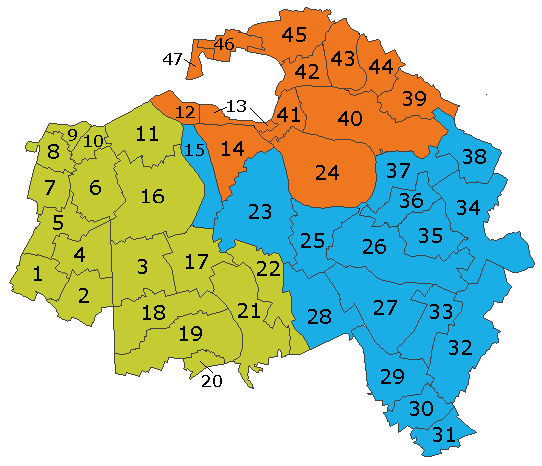